# 魯幽公
魯幽公（？—前974年），即姬宰，為春秋諸侯國魯國君主之一，是魯國第四任君主。他為魯煬公兒子，承襲魯煬公擔任該國君主，在位14年。後其弟魯魏公弒君自立並當年改元。

## 家庭
父親
- 魯煬公姬熙

兄弟
- 魯魏公姬沸